# Paradoxa de Klein
En mecànica quàntica relativista, la paradoxa de Klein (també coneguda com a túnel de Klein) és un fenomen quàntic relacionat amb les partícules que troben barreres de potencial d'alta energia. Porta el nom del físic Oskar Klein que va descobrir l'any 1929. Originalment, Klein va obtenir un resultat paradoxal aplicant l'equació de Dirac al problema familiar de la dispersió d'electrons des d'una barrera potencial. En la mecànica quàntica no relativista, s'observa un túnel d'electrons cap a una barrera, amb amortiment exponencial. Tanmateix, el resultat de Klein va demostrar que si el potencial és almenys de l'ordre de la massa de l'electró {\displaystyle Ve\approx mc^{2}} (on V és el potencial elèctric, e és la càrrega elemental, m és la massa de l'electró i c és la velocitat de la llum), la barrera és gairebé transparent. A més, a mesura que el potencial s'acosta a l'infinit, la reflexió disminueix i l'electró sempre es transmet.
L'aplicació immediata de la paradoxa va ser al model protó-electró de Rutherford per a partícules neutres dins del nucli, abans del descobriment del neutró. La paradoxa presentava una objecció mecànica quàntica a la noció d'un electró confinat dins d'un nucli. Aquesta paradoxa clara i precisa va suggerir que un electró no podia estar confinat dins d'un nucli per cap pou de potencial. El significat d'aquesta paradoxa va ser debatut intensament per Niels Bohr i altres en aquell moment.

## Visió general de la física
La paradoxa de Klein és una conseqüència inesperada de la relativitat sobre la interacció de partícules quàntiques amb potencials electroestàtics. El problema de la mecànica quàntica de les partícules lliures que toquen un potencial de pas electroestàtic té dues solucions quan s'ignora la relativitat. Una solució s'aplica quan les partícules que s'acosten a la barrera tenen menys energia cinètica que el pas: les partícules es reflecteixen. Si les partícules tenen més energia que el pas, algunes es transmeten més enllà del pas, mentre que algunes es reflecteixen. La relació entre la reflexió i la transmissió depèn de la diferència d'energia. La relativitat afegeix una tercera solució: apareixen passos potencials molt pronunciats per crear partícules i antipartícules que després canvien la relació calculada de transmissió i reflexió. Les eines teòriques anomenades mecànica quàntica no poden gestionar la creació de partícules, la qual cosa fa sospitar qualsevol anàlisi del cas relativista. Abans que es descobrís les antipartícules i es desenvolupés la teoria quàntica de camps, aquesta tercera solució no s'entenia. El trencaclosques es va anomenar la paradoxa de Klein.
Per a les partícules massives, la força del camp elèctric necessària per observar l'efecte és enorme. L'energia potencial elèctrica canvia de manera similar a l'energia en repòs de la partícula entrant, {\displaystyle mc^{2}}, hauria de produir-se sobre la longitud d'ona de Compton de la partícula, {\displaystyle \hbar m/c}, que surt a 1016 V/cm per als electrons. Per als electrons, aquests camps extrems només poden ser rellevants en Z > 170 nuclis o evaporació a l'horitzó d'esdeveniments dels forats negres, però per a quasipartícules 2-D a les unions de grafè pn l'efecte es pot estudiar experimentalment. :421

## Història
Oscar Klein va publicar l'article que descriu el que més tard es va anomenar la paradoxa de Klein el 1929, just quan els físics s'enfrontaven a dos problemes: com combinar les teories de la relativitat i la mecànica quàntica i com entendre l'acoblament de la matèria i la llum. conegut com a electrodinàmica. La paradoxa va plantejar preguntes sobre com es va afegir la relativitat a la mecànica quàntica en el primer intent de Dirac. Caldria el desenvolupament de la nova teoria quàntica de camps desenvolupada per a l'electrodinàmica per resoldre la paradoxa. Així, el rerefons de la paradoxa té dos fils: el desenvolupament de la mecànica quàntica i l'electrodinàmica quàntica. :350

### Misteri de l'equació de Dirac
El model de Bohr de l'àtom publicat el 1913 suposava electrons en moviment al voltant d'un nucli positiu compacte. Un electró atòmic que obeeix la mecànica clàssica en presència d'un nucli carregat positivament experimenta una força de Lorentz: haurien d'irradiar energia i accelerar-se fins al nucli atòmic. L'èxit del model de Bohr en la predicció d'espectres atòmics va suggerir que la mecànica clàssica no podia ser correcta.
El 1926 Edwin Schrodinger va desenvolupar una nova mecànica per a l'electró, una mecànica quàntica que reproduïa els resultats de Bohr. Schrodinger i altres físics sabien que aquesta mecànica era incompleta: no incloïa els efectes de la relativitat especial ni la interacció de la matèria i la radiació. Paul Dirac va resoldre el primer problema el 1928 amb la seva teoria quàntica relativista de l'electró. La combinació va ser més precisa i també va predir el gir electrònic. Tanmateix, també incloïa el doble d'estats del que s'esperava, tots amb menor energia que els implicats en la física atòmica.
Klein va trobar que aquests estats addicionals van provocar resultats absurds a partir de models d'electrons que van colpejar un canvi gran i brusc en el potencial electroestàtic: un corrent negatiu va aparèixer més enllà de la barrera. Significativament, la teoria de Dirac només va predir estats d'una sola partícula. La creació o l'aniquilació de partícules no es va poder analitzar correctament en la teoria de partícula única.
El resultat de Klein va ser àmpliament discutit immediatament després de la seva publicació. Niels Bohr va pensar que el resultat estava relacionat amb el pas brusc i, com a resultat, Arnold Sommerfeld va demanar a Fritz Sauter que investigués els passos inclinats. Sauter va poder confirmar la conjectura de Bohr: el resultat paradoxal només va aparèixer durant un pas de {\displaystyle \Delta V>2mc^{2}} a una distància similar a la longitud d'ona de Compton dels electrons, {\displaystyle \lambda =h/mc}, uns 2 x 10 -12 m.
Al llarg de 1929 i 1930, una sèrie d'articles de diferents físics van intentar entendre els estats addicionals de Dirac. :351Hermann Weyl va suggerir que corresponien a protons descoberts recentment, l'única partícula elemental que no era l'electró conegut en aquell moment. Dirac va assenyalar que els electrons negatius de Klein no podien convertir-se en protons positius i va suggerir que els estats addicionals ja estaven plens d'electrons. Aleshores, un protó equivaldria a un electró que falta en aquests estats inferiors. Robert Oppenheimer i per separat Igor Tamm van demostrar que això faria que els àtoms fossin inestables. Finalment, el 1931 Dirac va concloure que aquests estats havien de correspondre a una nova partícula "antielectrònica". El 1932 Carl Anderson va observar experimentalment aquestes partícules, rebatejades com a positrons.

### Creació de positró-electró
La resolució de la paradoxa requeriria la teoria quàntica de camps que es va desenvolupar juntament amb la mecànica quàntica, però a un ritme més lent a causa de les seves moltes complexitats. El concepte es remunta a la demostració de Max Planck que l'electrodinàmica clàssica de Maxwell, tan exitosa en moltes aplicacions, no aconsegueix predir l'espectre del cos negre. Planck va demostrar que els oscil·ladors de cos negre s'han de restringir a les transicions quàntiques. El 1927, Dirac va publicar el seu primer treball sobre electrodinàmica quàntica utilitzant la teoria quàntica de camps. Amb aquesta base, Heisenberg, Jordan i Pauli van incorporar la invariància relativista en les equacions quantificades de Maxwell el 1928 i el 1929.
Tanmateix, van passar 10 anys més abans que la teoria es pogués aplicar al problema de la paradoxa de Klein. El 1941 Friedrich Hund va demostrar que, sota les condicions de la paradoxa, es generen espontàniament dos corrents de càrrega oposada al pas. En la terminologia moderna els parells d'electrons i positrons es creen espontàniament el potencial de pas. Aquests resultats van ser confirmats el 1981 per Hansen i Ravndal mitjançant un tractament més general. :316